# BBC Radio 6 Music
Pour l’article homonyme, voir Radio 6.
BBC Radio 6 Music est une station de radio de la BBC, lancée le 11 mars 2002 et dénommée à l'origine BBC 6 Music et Network Y. Elle est disponible uniquement via médias numériques - Radio DAB, Internet et sur certains réseaux câblés ou via le satellite avec une parabole pointée vers Astra.
La station est spécialisée dans les musiques alternatives, incluant le rock indépendant, le classic rock, le punk, le jazz, le funk, le hip-hop, l'électro, la dance, le trip hop, et met ainsi a disposition une programmation musicale alternative à celles plus traditionnelles des radios hertziennes BBC Radio 1 et BBC Radio 2. Les animateurs de la station, parfois animateurs sur l'une des stations précédemment citées, sont généralement considérés comme des experts dans leur domaine musical[À attribuer].

## Identité visuelle

### Logos

Ancien logo de BBC 6 Music de 11 mars 2002 à 2011
Ancien logo de BBC Radio 6 Music de 2011 à 2022
Logo de BBC Radio 6 Music depuis 2022

## Les présentateurs
- Chris Hawkins (6Music L'Heure en Direct, 6Music Concert Classique & 6Music Juke-box; du lundi au jeudi soir 2 h 30 - 7 h, le vendredi soir 2 h - 7 h et le week-end soir 3 h - 7 h)
- Shaun Keaveny (du lundi au vendredi 7 h - 10 h)
- Mary Anne Hobbs (le week-end 7 h - 10 h et 6Music Recommande, le mercredi minuit - 1 h)
- Lauren Laverne (du lundi au vendredi 10 h - 13 h et 6Music Recommande, le mardi minuit - 1 h)
- Mark Radcliffe (du lundi au vendredi 13 h - 16 h)
- Stuart Maconie (du lundi au vendredi 13 h - 16 h; Freak Zone, le dimanche minuit - 2 h et Freakier Zone, le dimanche 20 h - 22 h)
- Steve Lamacq (du lundi au vendredi 16 h - 19 h et 6Music Recommande, le vendredi minuit - 1 h)
- Marc Riley (du lundi au jeudi 19 h - 21 h)
- Iggy Pop (le vendredi 19 h - 21 h)
- Gideon Coe (du lundi au jeudi 21 h - minuit)
- Tom Ravenscroft (le vendredi 21 h - minuit et 6Music Recommande, le jeudi minuit - 1 h)
- Nemone (Electric Ladyland, le samedi minuit - 2 h)
- Huey Morgan (le samedi 10 h - 13 h)
- Liz Kershaw (le samedi 13 h - 15 h)
- Gilles Paterson (le samedi 15 h - 18 h)
- Craig Charles (Funk & Soul Show, le samedi 18 h - 21 h)
- Tom Robinson (le samedi 21 h - minuit; BBC Introducing Mixtape, le lundi 2 h - 3 h et Now Playing @6Music, le dimanche 18 h - 20 h)
- Cerys Matthews (le dimanche 10 h - 13 h)
- Guy Garvey (L'Heure la plus Belle, le dimanche 14 h - 16 h)
- Amy Lamé (le dimanche 16 h - 18 h)
- Don Letts (Culture Clash Radio, le dimanche 22 h - minuit)